# ألبرتو مافيي
ألبرتو مافيي (بالإيطالية: Alberto Maffei)‏ هو متزلج على الثلوج إيطالي، ولد في 11 مايو 1995 في Tione di Trento ‏ في إيطاليا.

## وصلات خارجية
- ألبرتو مافيي على موقع الاتحاد الدولي للتزلج (ركوب لوح الثلج) (الإنجليزية)
- ألبرتو مافيي على موقع اللجنة الأولمبية الدولية (الإنجليزية)
- ألبرتو مافيي على موقع أوليمبيديا (الإنجليزية)